# エンポリス・スカイスクレイパー賞
エンポリス・スカイスクレイパー賞(Emporis Skyscraper Award)は、デザインと機能について素晴らしい建物を表彰する賞である。
「デザインと機能の面で最も優れた新しい超高層建築物」に対して、エンポリスから毎年授与される。対象は、その年に完成した高さ100m以上のものに限られる。受賞者は翌年の1月に発表され、春か夏に授与される。2000年以前には、Skyscrapers.com賞として知られていた。

## 受賞者
| 年   | 第1位                                     | 第1位  | 第1位                | 第2位                           | 第2位  | 第2位            | 第3位                                           | 第3位  | 第3位          |
| 年   | 建築物                                    | 建築物 | 都市                 | 建築物                          | 建築物 | 都市             | 建築物                                          | 建築物 | 都市           |
| ---- | ----------------------------------------- | ------ | -------------------- | ------------------------------- | ------ | ---------------- | ----------------------------------------------- | ------ | -------------- |
| 2000 | ソフィテル・ニューヨーク・ホテル（109 m） |        | ニューヨーク         | -                               | -      | -                | -                                               | -      | -              |
| 2001 | ワンウォールセンター（150 m）             |        | バンクーバー         | ミレニアム・ポイント（137 m）   |        | ニューヨーク     | プラザ66（288 m）                               |        | 上海           |
| 2002 | キングダムセンター（302 m）               |        | リヤド               | ポストタワー（162 m）           |        | ボン             | 111ハンチントンアベニュー（169 m）              |        | ボストン       |
| 2003 | 30セント・メリー・アクス（180 m）         |        | ロンドン             | ハイクリフ（252 m）             |        | 香港             | スカイブリッジ（128 m）                         |        | シカゴ         |
| 2004 | 台北101（509 m）                          |        | 台北                 | トーレ・アグバール（144 m）     |        | バルセロナ       | ワールドタワー（230 m）                         |        | シドニー       |
| 2005 | ターニング・トルソ（190 m）               |        | マルメ               | Q1（322 m）                     |        | ゴールドコースト | モンテビデオタワー（140 m）                     |        | ロッテルダム   |
| 2006 | ハースト・タワー（182 m）                 |        | ニューヨーク         | ザ・ウェーブ（111 m）           |        | ゴールドコースト | ユーレカタワー（297 m）                         |        | メルボルン     |
| 2007 | Het Strijkijzer（132 m）                  |        | ハーグ               | ニュートンスーツ（120 m）       |        | シンガポール     | オンタリオタワー（106 m）                       |        | ロンドン       |
| 2008 | モード学園コクーンタワー（204 m）         |        | 東京                 | ブティックモナコ（117 m）       | ?      | ソウル           | 上海ワールド・フィナンシャル・センター（492 m） |        | 上海           |
| 2009 | アクア（262 m）                           |        | シカゴ               | O-14（106 m）                   | ?      | ドバイ           | ザ・メット（231 m）                             |        | バンコク       |
| 2010 | ホテルポルタフィラ（113 m）               |        | バルセロナ           | ブルジュ・ハリファ（828 m）     |        | ドバイ           | CMA CGMタワー（145 m）                          |        | マルセイユ     |
| 2011 | 8 スプルース・ストリート（265 m）         |        | ニューヨーク         | アル・ハムラ・タワー（412 m）   |        | クウェート市     | エティハドタワー                                |        | アブダビ       |
| 2012 | アブソリュートワールド1（178 m）          |        | ミシサガ             | アル・バハール・タワーズ        |        | アブダビ         | ドーハタワー（238 m）                           |        | ドーハ         |
| 2013 | ザ・シャード（306 m）                     |        | ロンドン             | DCタワー（250 m）               |        | ウィーン         | シェラトン湖州温泉リゾート（102 m）             |        | 湖州市         |
| 2014 | 望京SOHO                                  |        | 北京                 | ボスコ・ヴェルティカーレ        |        | ミラノ           | タワーD2（171 m）                               |        | クールブヴォア |
| 2015 | 上海中心（632 m）                         |        | 上海                 | エボリューションタワー（246 m） |        | モスクワ         | Torre Isozaki（207 m）                          |        | ミラノ         |
| 2016 | VIA 57 ウエスト（142 m）                  |        | ニューヨーク         | トーレ・レフォルマ（245 m）     |        | メキシコシティ   | オアシアホテルダウンタウン（190 m）             |        | シンガポール   |
| 2017 | ロッテワールドタワー（555 m）             |        | ソウル               | ゼネラリタワー（191.5m）        |        | ミラノ           | 150ノースリバーサイド・タワー（228 m）          |        | シカゴ         |
| 2018 | MGM Cotai（151 m）                        |        | マカオ               | ラ・マルセイエーズ（136m）      |        | マルセイユ       | 52 Lime Street（190 m）                         |        | ロンドン       |
| 2019 | ラフタ・センター（462 m）                 |        | サンクトペテルブルク | Leeza SOHO（207m）              |        | 北京             | 35 Hudson Yards（308 m）                        |        | ニューヨーク   |
| 2020 | クラウン・シドニー                        |        | シドニー             | テラス・スカイ                  |        | カルガリー       | ワン・ヴァンダービルト                          |        | ニューヨーク   |
| 2021 | Valley Amsterdam                          |        | アムステルダム       | 111 西57丁目                    |        | ニューヨーク     | NV Tower                                        |        | ソフィア       |

## 日本のビルの受賞
- 2001 10位　セルリアンタワー（188 m）
- 2003　5位　六本木ヒルズ森タワー（238m）
- 2008　1位　モード学園コクーンタワー（204 m）
- 2016 10位　住友不動産六本木グランドタワー（231m）